# Svetlana Mugoša-Antit
Svetlana Antić, ursprungligen Mugoša, född 13 november 1964 i Podgorica, SFR Jugoslavien (nu Montenegro), är en österrikisk och tidigare jugoslavisk handbollsspelare. Hon var med och tog OS-guld 1984 i Los Angeles.